# Гирс, Владимир Константинович
Влади́мир Константи́нович Гирс (1861—1918) — вице-адмирал Российского императорского флота.
Брат генерал-майора А. К. Гирса.

## Биография
После окончания в 1881 году Морского училища служил офицером на кораблях «Герцог Эдинбургский», «Первенец», «Светлана», «Стрелок» и «Рында». С 1898 года командовал кораблями: императорской яхтой «Марево» (1898—1899), учебными судами «Верный», «Моряк» и «Князь Пожарский» (1905—1906), крейсером «Богатырь» (1906—1908). В 1909—1915 годы — командир Ревельского порта (военно-морской базы).
29 апреля 1915 года назначен начальником артиллерийского отдела главного управления кораблестроения морского министерства взамен уволенного со службы А. Ф. Бринка. В июне 1916 года назначен начальником Главного управления кораблестроения с оставлением в должности начальника артиллерийского отдела. В 1916—1917 годах также являлся членом Адмиралтейств-совета и Особого совещания по обороне государства. Уволен в отставку 15 декабря 1917 года.
Убит Петроградским ЧК потоплением в барже в Финском заливе вместе с другими заложниками во время Красного террора.

## Семья
- Дед — Александр Карлович (7 марта 1785 — 29 ноября 1859), участник Отечественной войны 1812 года, служил в лейб-гусарах. Генерал-майор. Инспектор пограничной стражи. В конце жизни — комендант Петропавловской крепости. Был женат на Елизавете Карловне фон Тифенбах (7 октября 1802 — 12 апреля 1861)[3].
- Отец — Константин Александрович (9 февраля 1829 г. — 21 февраля 1888 г.), контр-адмирал, начальник Петергофского порта и заведующий загородными императорскими судами, комендант Свеаборгского порта, участник Крымской войны и обороны Севастополя. Был женат на Анне Петровне Веселаго, дочери вице-адмирала Осипа Ивановича Веселаго (1795—1859) и Натальи Петровны Сутугиной.
- Мать — Ольга Арсеньевна Ставцовская (Stavzovsky)
- Сын — Гирс, Игорь Владимирович (1902—1976) — учёный, инженер-кораблестроитель, специалист в области гидродинамики корабля, изобретатель и новатор, кандидат технических наук, автор первого учебника по сопротивлению воды движению судов.